# La mujer más fea del mundo
Pour plus de détails, voir Fiche technique et Distribution.
La mujer más fea del mundo est un film espagnol réalisé par Miguel Bardem, sorti en 1999.

## Synopsis
En 2012 à Madrid, Lola Otera est la femme la plus laide du monde. À ses 18 ans, la chirurgie la transforme en beauté. Alors que le cadavre d'une femme est trouvé, Lola est la principale suspecte.

## Fiche technique
- Titre : La mujer más fea del mundo
- Réalisation : Miguel Bardem
- Scénario : Nacho Faerna
- Musique : Juan Bardem
- Photographie : Néstor Calvo
- Montage : Iván Aledo
- Production : Francisco Ramos
- Société de production : Entertainment One
- Pays :  Espagne
- Genre : Comédie, science-fiction et thriller
- Durée : 108 minutes
- Dates de sortie : 
  -  Espagne : 5 novembre 1999

## Distribution
- Elia Galera : Lola Otero
- Roberto Álvarez : Teniente Arribas
- Javivi : le sergent Pelayo
- Héctor Alterio : Dr. Werner
- Alberto San Juan : Luis Casanova
- Enrique Villén : Abella
- Guillermo Toledo : Lafuente
- David Pinilla : Pizarro
- Pablo Pinedo : León

## Distinctions
Le film a été nommé pour deux prix Goya.